# Road to Rouen
Road to Rouen es el quinto álbum de estudio de la banda de rock inglesa Supergrass. El álbum fue lanzado en el Reino Unido el 15 de agosto de 2005 por Parlophone, y en los EE. UU. el 27 de septiembre de 2005 por Capitol Records. El título hace referencia a la ciudad ubicada en Francia del norte donde el álbum fue grabado, así como alude al álbum de 1978 Road to Ruin  de la banda de punk rock Ramones.
Road to Rouen fue un álbum difícil para la banda debido a razones personales, incluyendo  la muerte de la madre de los hermanos Gaz y Rob Coombes. El álbum reflejó un periodo áspero para la banda y estuvo orientado hacia un material más largo, más relajado y más orquestal. El disco fue altamente aclamado y bien recibido por más seguidores de la banda;  logró un número respetable 9 en los UK Album Charts. Tres sencillos fueron lanzados del álbum: "St. Petersburg" en agosto de 2005, el logro alcanzar el puesto #22 en el UK Singles Chart; "Low C" en octubre de 2005, el cual llegó al puesto #52; y "Fin" en enero de 2006, el cual falló en entrar en el Top 100.

## Grabación
En 2004, la banda optó para apartarse de Sawmills Studio en Cornwall, donde grabaron sus tres primeros álbumes, y se alojaron en el  estudio St. Mard, un granero remodelado en Rouen, Normandía. La banda afirmó conseguir mayor "concentración" a pesar del entorno rural y equipamiento de grabación rudimentario. Aparte de su instrumentación tradicional, la banda utilizó cítaras, ukeleles, latón, cuerdas, y una caja de ritmos. El primer sencillo del disco, "St. Petersburg", fue grabada en una sola toma y no cuenta con overdubbing. El baterista Danny Goffey comento: "Fue una especie de decisión mas consciente hacer un álbum que no tuviera un sencillo de tres minutos, algo que tuviera una vibra mas melosa. Ha habido esas canciones oscuras que probablemente nadie haya escuchado, debido a que la gente solo compra nuestros sencillos o ve que esta en las listas o en la radio. Así que si, queríamos asegurarnos que de nuestra parte saliera algo mas, ya sabes, y que no solo eligiéramos una canción amigable para la radio para lanzar."
En una entrevista de 2008, el bajista de la banda, Mick Quinn dijo que la introspección y orquestación del álbum fue "casi enteramente" una reacción directa a la muerte de la madre de los hermanos Coombes, así como la experiencia sensacionalista de Danny Goffey. "Parte de ello fue una reacción a otras cosas malas que estaban sucediendo en ese entonces", aseguro Quinn. "No creo que nadie estaba de humor para sacar algo similar a las canciones joviales pop del estilo de "Alright". Todos estábamos en un estado de animo muy severo. Danny estaba transcurriendo problemas personales, gracias a las publicaciones hechas sobre él. Estaba hecho un desastre. Sin embargo uno debe hacer lo mejor que puede en esas situaciones, e intentar expresarse así mismo a través de la música. Hubiera sido un engaño intentar hacer música alegre en ese momento. Las letras tal vez fueron un suicidio comercial - no se vendió bastante bien pero estoy mas orgulloso de que existieran a que no lo hicieran."

## Tapa del álbum
La tapa frontal muestra un puente de ganado cerca de Lefaux, Francia que cruza la autopista A16, la cual se ubica entre Boulogne-sur-Mer y Rouen. La foto del interior del álbum fue tomara por Pierre Olivier Margerand (ingeniero de estudio) y muestra un teclado junto a una batería en el estudio de grabación de St. Mard. El diseño el álbum estuvo a cargo de la compañía de diseño gráfico Traffic y Mick Quinn.

## Calificaciones
Road to Rouen fue lanzado con críticas generalmente favorables. Metacritic le asignó una puntuación de 73 sobre 100, basadas en 22 críticas. Mientras tanto, Stephen Tomas Erlewine de AllMusic premio al álbum con una puntuación de 4.5 estrellas de 5.

## Lista de canciones
Todas las canciones fueron escritas por la banda.
Todas las canciones escritas y compuestas por Supergrass. 
| N.º | Título                                | Duración |  |
| 1.  | «Tales of Endurance (Parts 4, 5 & 6)» | 5:31     |  |
| 2.  | «St. Petersburg»                      | 3:09     |  |
| 3.  | «Sad Girl»                            | 3:37     |  |
| 4.  | «Roxy»                                | 6:17     |  |
| 5.  | «Coffee in the Pot»                   | 1:49     |  |
| 6.  | «Road to Rouen»                       | 3:51     |  |
| 7.  | «Kick in the Teeth»                   | 3:36     |  |
| 8.  | «Low C»                               | 4:16     |  |
| 9.  | «Fin»                                 | 3:11     |  |

## Personal
- Gaz Coombes – vocales, guitarra
- Mick Quinn – bajo, vocales
- Danny Goffey – batería
- Robert Coombes – teclados